# Zasłonak brązowordzawy

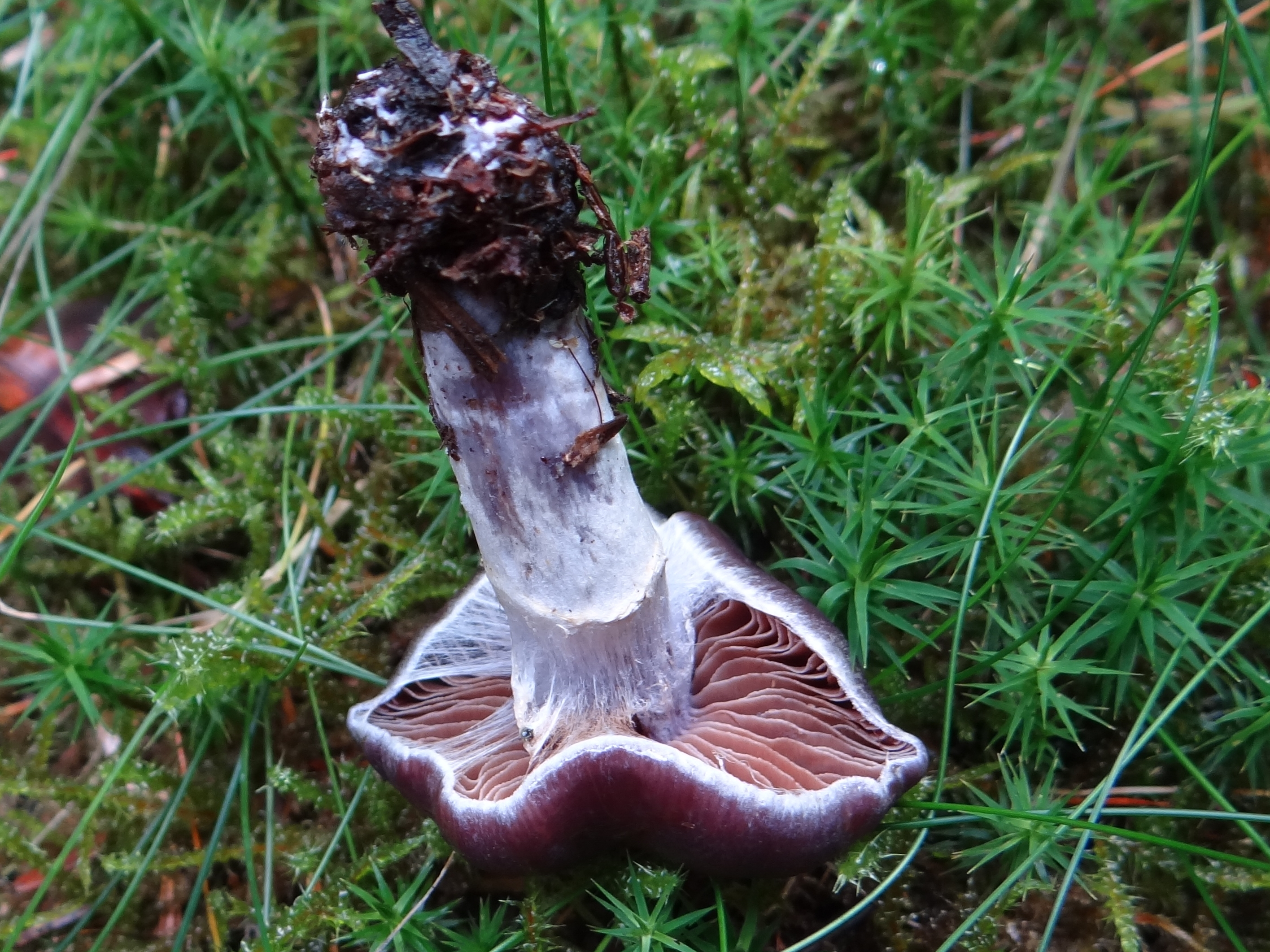

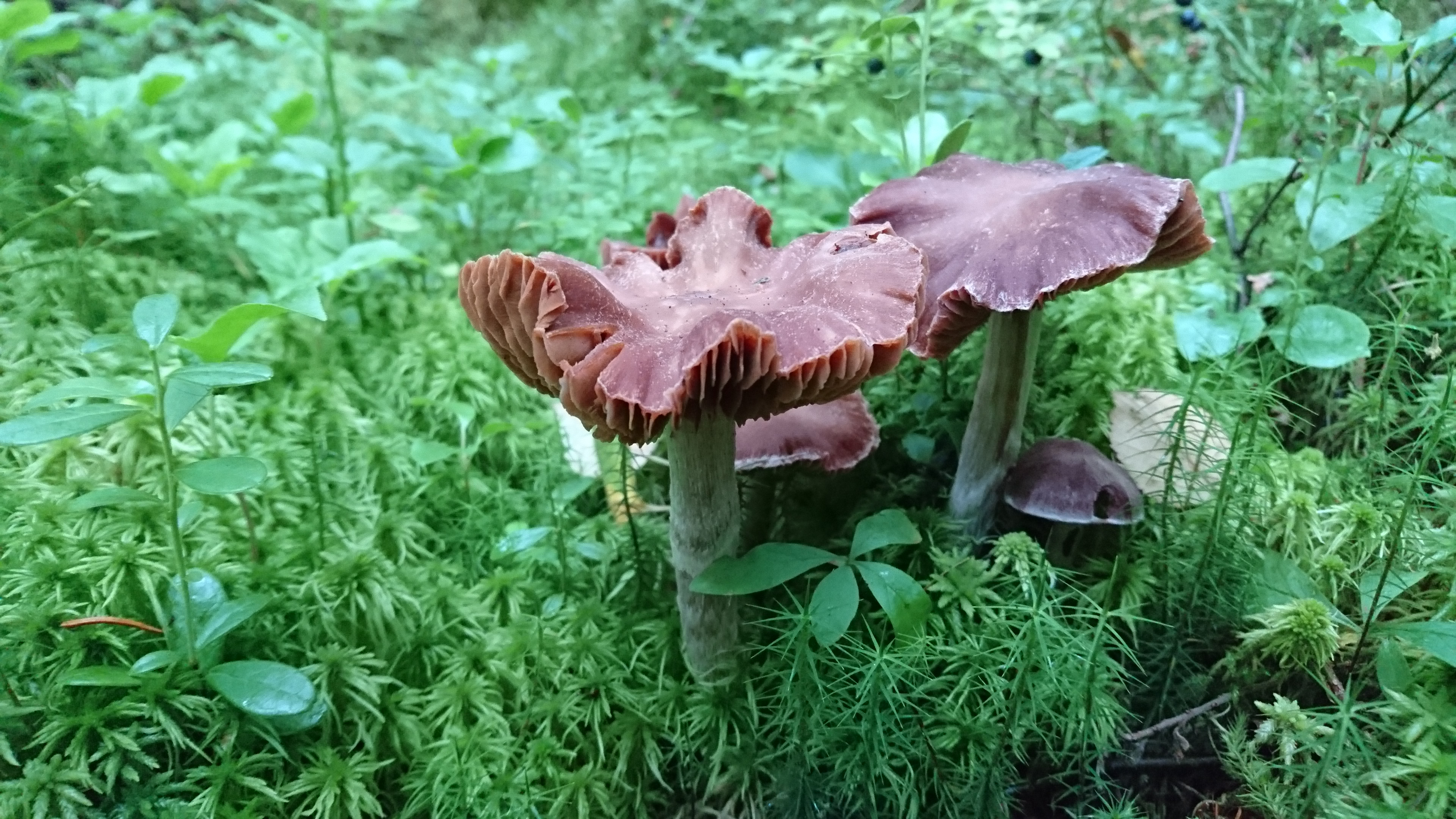

Zasłonak brązowordzawy, z. nibyfioletowy (Cortinarius evernius (Fr.) Fr.) – gatunek grzybów należący do rodziny zasłonakowatych (Cortinariaceae).

## Systematyka i nazewnictwo
Pozycja w klasyfikacji według Index Fungorum: Cortinarius, Cortinariaceae, Agaricales, Agaricomycetidae, Agaricomycetes, Agaricomycotina, Basidiomycota, Fungi.
Po raz pierwszy opisany opisał go w 1818 r. Elias Fries jako Agaricus evernius, w 1838 r. ten sam autor przeniósł go do rodzaju Cortinarius.
Niektóre synonimy naukowe:
- Agaricus evernius Fr. 1818
- Cortinarius evernius (Fr.) Fr. 1838, var. evernius
- Cortinarius evernius var. fragrans M.M. Moser 1983
- Hydrocybe evernia (Fr.) M.M. Moser 1953
- Telamonia evernia (Fr.) Ricken 1915

Andrzej Nespiak w swojej monografii zasłonaków opisywał ten gatunek jako zasłonak nibyfioletowy, w 2003 r. Władysław Wojewoda zaproponował lepszą według niego nazwę zasłonak brązowordzawy.

## Morfologia
Kapelusz
Średnica kapelusza 4–10 cm, kształt początkowo stożkowato-dzwonkowaty, później łukowaty, u starszych owocników rozpostarty z garbem. Jest silnie higrofaniczny. W stanie wilgotnym powierzchnia kapelusza jest gładka, brązowopurpurowa lub fioletowoczerwonawa i ma jaśniejsze brzegi, podczas suchej pogody, lub na starość, staje się izabelowata.
Blaszki
Dosyć szerokie, grube i gęste. Przyrastają do trzonu. U młodych owocników są różowofioletowe, potem purpurowe, u starszych cynamonowobrązowe.
Trzon
Wysokość 8–12 cm, grubość do 2 cm. Początkowo jest pełny, potem pusty. Dołem bywa węższy niż górą, natomiast sama podstawa jest maczugowato rozszerzona. U młodych okazów jest intensywnie fioletowy, u starszych natomiast pokryty jest resztkami białawej zasnówki.
Miąższ
Wodnisty, w kapeluszu jasnobrązowy, w trzonie fioletowy. Ma zapach rzodkiewki i łagodny smak.
Wysyp zarodników
Rdzawy.
Cechy mikroskopowe
Zarodniki eliptyczne o rozmiarach 8,5–10 × 5–6 μm.
Gatunki podobne
Bardzo podobny jest Cortinarius scutulatus (Fr.) Fr. W. Wojewoda nie wymienił go w indeksie gatunków zasłonaków występujących w Polsce, jednak wymienił go jako synonim zasłonaka rzodkiewkowatego Cortinarius ionophyllus M.M. Moser. Znak zapytania jaki przy tym postawił oznacza, że sprawa jest niejasna. Być może więc gatunek ten występuje w Polsce, konieczne są tylko dalsze badania terenowe.

## Występowanie i siedlisko
Opisano jego występowanie w Ameryce Północnej, Europie i na Nowej Zelandii. W Europie spotykany jest dość rzadko, nieco częściej w jej północnej części. W Polsce jest gatunkiem mało znanym. Dwa jego stanowiska – w Obornikach Śląskich i w Puszczy Białowieskiej podał Andrzej Nespiak w 1981 r., a w 2013 r. nowe jego stanowiska podał J. Ślusarczyk w okolicach miejscowości Pociecha i w Kampinoskim Parku Narodowym.
Rośnie w lasach iglastych, głównie pod świerkami, rzadziej pod sosnami, oraz na torfowiskach, pod świerkami i brzozami. Owocniki tworzy od lipca do października.
Naziemny grzyb mykoryzowy, grzyb niejadalny.